# Peter Menzies Jr.
Peter Menzies Jr. é um cinematógrafo australiano. Foi introduzido na indústria cinematográfica por seu pai, diretor e diretor de fotografia Peter Menzies Sr. Trabalhou em comerciais como um assistente de câmera e mais tarde como um cinegrafista.
Ele é famoso por Die Hard with a Vengeance, Lara Croft: Tomb Raider, Kangaroo Jack, Miss Congeniality 2: Armed and Fabulous, Atirador, O Incrível Hulk e Clash of the Titans.

## Filmografia
- White Sands (1992)
- Posse (1993)
- The Getaway (1994)
- Hayride to Hell (Curta) (1995)
- Die Hard with a Vengeance (1995)
- Tempo de Matar (1996)
- Hard Rain (1998)
- A Filha do General (1999)
- The 13th Warrior (1999)
- Disney's The Kid (2000)
- Bless the Child (2000)
- Lara Croft: Tomb Raider (2001)
- Kangaroo Jack (2003)
- Man of the House (2005)
- Miss Congeniality 2: Armed and Fabulous (2005)
- The Great Raid (2005)
- Four Brothers (2005)
- When a Stranger Calls (2006)
- Atirador (2007)
- Traveler (Piloto) (2007)
- O Incrível Hulk (2008)
- Hawthorne (Piloto) (2009)
- Clash of the Titans (2010)
- Abduction (2011)
- Playing for Keeps (2012)
- Killing Season (2013)
- Os Mercenários 3 (2014)
- Gods of Egypt (2016)
- All Eyez on Me (2016)